# Йонела Продан
Йонела Продан (рум. Ionela Prodan; 6 жовтня 1947, Дебулень, Долж, Румунія — 16 квітня 2018, Бухарест, Румунія) — румунська виконавиця народної музики, солістка Олтенії, а також матір'ю журналістки та футбольного оглядача Анамарії Продан. Виконувала пісні в дуеті з Йоном Доленеску.

## Репертуар
- Din bucata mea de pâine
- Astă seară-i seară mare
- Voinea-l meu, voinicule (duet cu Ion Dolănescu)

## Нагороди та відзнаки
29 листопада 2002 року президент Румунії Йон Ілієску нагородив Йонелу Продан Національним хрестом вірної служби III класу «за створення та передачу з талантом і самовідданістю літературних творів, значущих для румунської та світової цивілізації».

## Зовнішні посилання
- Ionela Prodan: „«Din bucata mea de pâine», un cântec care n-are moarte“ Arhivat în 25 ianuarie 2018, la Wayback Machine.
- Ionela Prodan cântă "Din bucata mea de pâine" (audio)
- Ionela Prodan cântă "Din bucata mea de pâine" (video)